# Yamaha WR 125 R
Die WR 125 R wurde 2009 erstmals in Deutschland von Yamaha vorgestellt. Die WR 125 R ist die Leichtkraftradvariante der WR 250 R.

## Technik
Die WR 125 R basiert auf einem aus Stahl gefertigtem Doppelschleifenrahmen und besitzt einen wassergekühlten Viertakt Einzylindermotor mit einem Hubraum von 125 cm³ (Hub x Bohrung: 58,6 mm × 52 mm) mit einer maximalen Leistung von 15 PS und einem maximalen Drehmoment von 12,2 Nm in Kombination mit einer Mehrscheiben Ölbadkupplung. Das Verdichtungsverhältnis beträgt 11,2:1.
Der Tankinhalt liegt bei 8,5 l. Die Bremsanlage besteht sowohl vorne als auch hinten aus einer Einzelscheibenbremse.